# Karl Arnold-Obrist

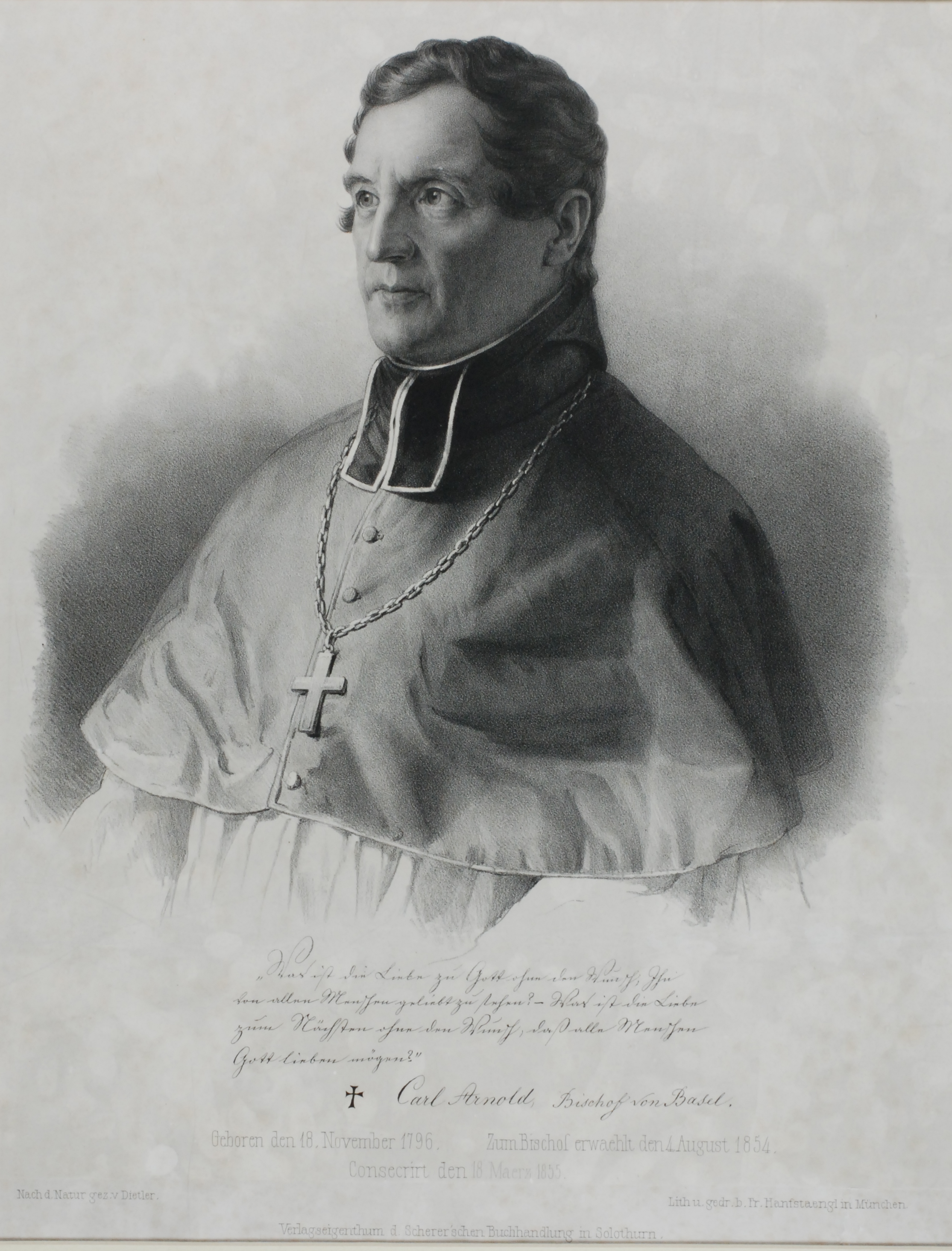
Karl Arnold-Obrist, Lithografie, 1815

Karl Arnold-Obrist (* 18. November 1796 in Solothurn; † 17. Dezember 1862 ebenda) war römisch-katholischer Bischof von Basel.
Der Sohn eines Solothurner Stadtrats und Kaufmanns besuchte in seiner Heimatstadt das ehemalige Kollegium der Jesuiten, das seit 1773 verstaatlicht war und heute zur Kantonsschule Solothurn geworden ist, sowie die Theologische Lehranstalt. 1819 wechselte er an das Priesterseminar Saint-Sulpice in Paris und erhielt dort 1820 die Priesterweihe. Nach Pfarrstellen in Kappel SO und Hägendorf wurde er 1828 Domherr in Solothurn und 1831 Prediger an der Stiftskirche, der heutigen St. Ursenkathedrale. Am 4. August 1854 wurde er zum Bischof von Basel gewählt und am 16. November desselben Jahres von Papst Pius IX. bestätigt. Am 18. März 1855 empfing er die Bischofsweihe vom Bischof von St. Gallen, Johann Peter Mirer.
1860 eröffnete Arnold-Obrist in Solothurn ein Diözesanseminar und nahm im folgenden Jahr die erste Visitation seines Bistums seit 1828 vor.